# Ondřej Erna
Ondřej Erna (? v Lanzo d'Intelvi – 22. února 1652 v Brně) byl stavitel, zednický a kamenický mistr, působící před polovinou 17. století na Moravě, především v Brně.
Ondřej (Andrea) Erna, stavitel a mistr kamenického a zednického řemesla, pocházel z Milánska v severní Itálii, odkud přišel do Brna kolem roku 1620. Do své smrti v roce 1652 realizoval na Moravě a především v Brně řadu staveb. Dobře zavedený a prosperující stavební podnik po jeho smrti zdědil a závazky převzal jeho syn Jan Křtitel Erna.

## Nejvýznamnější stavby
- Kostel Nalezení svatého Kříže (Brno) (dokončení 1651)
- Kostel svaté Máří Magdalény (Brno)
- dokončovací práce na farním kostele Nanebevzetí Panny Marie ve Valticích (po odchodu původního stavitele Giovanniho Giacoma Tencally poté, co se v roce 1641 zřítila klenba kostela)
- dokončovací práce na zámku ve Valticích (rovněž po odchodu Giovanniho Giacoma Tencally)
- Poutní chrám Narození Panny Marie ve Vranově u Brna

## Fotogalerie

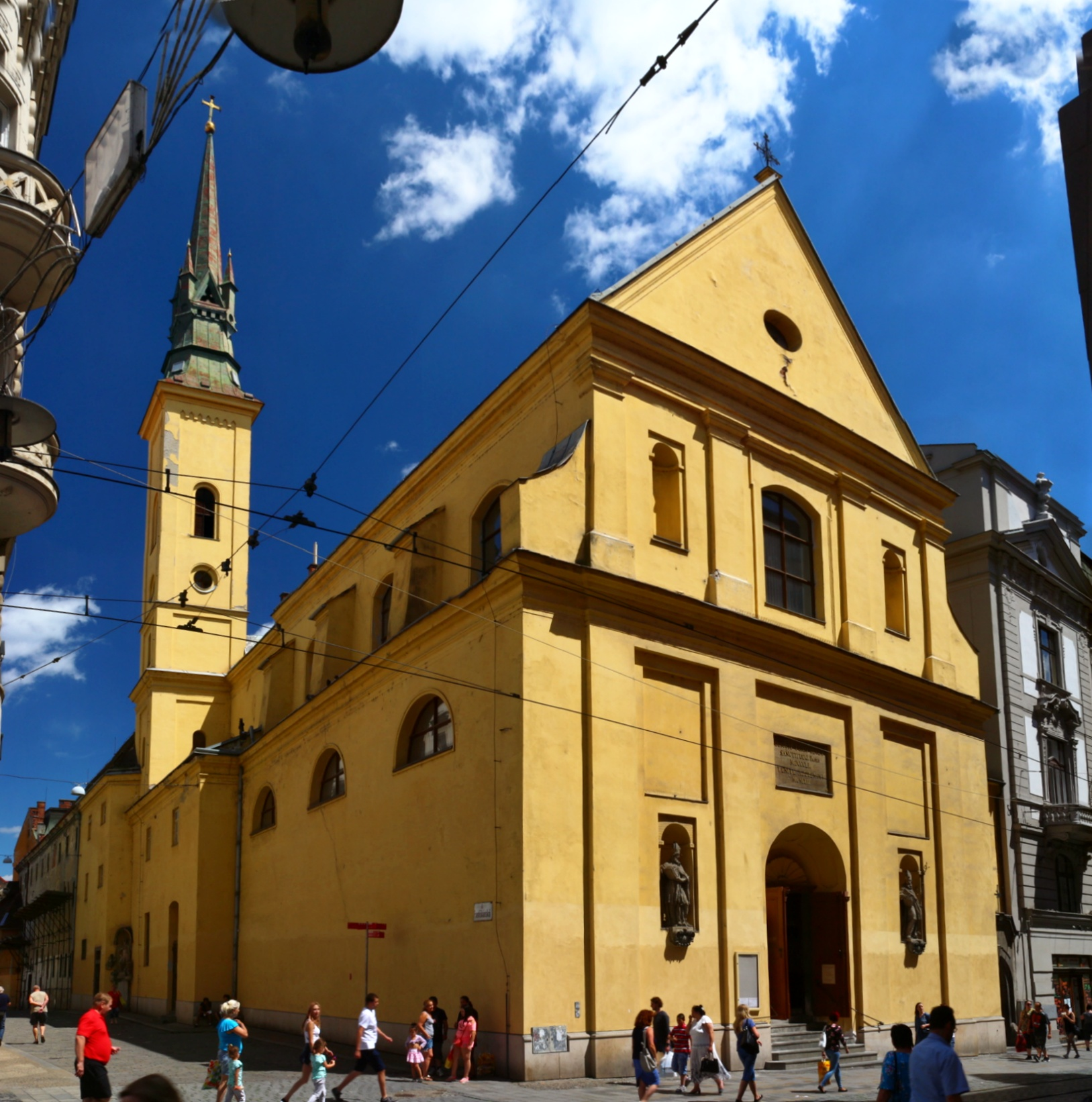
Kostel svaté Máří Magdalény (Brno)
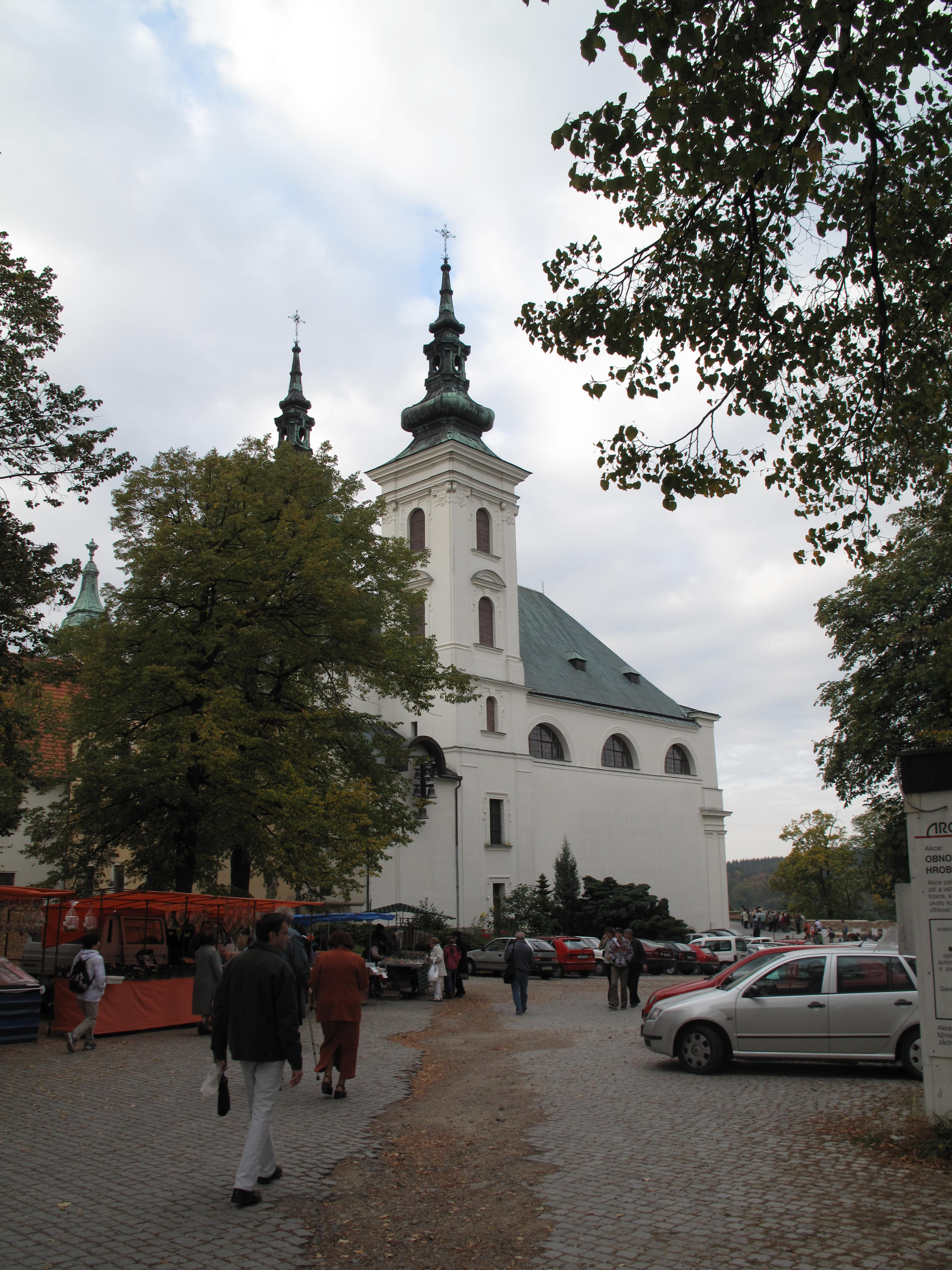
Kostel Narození Panny Marie (Vranov)
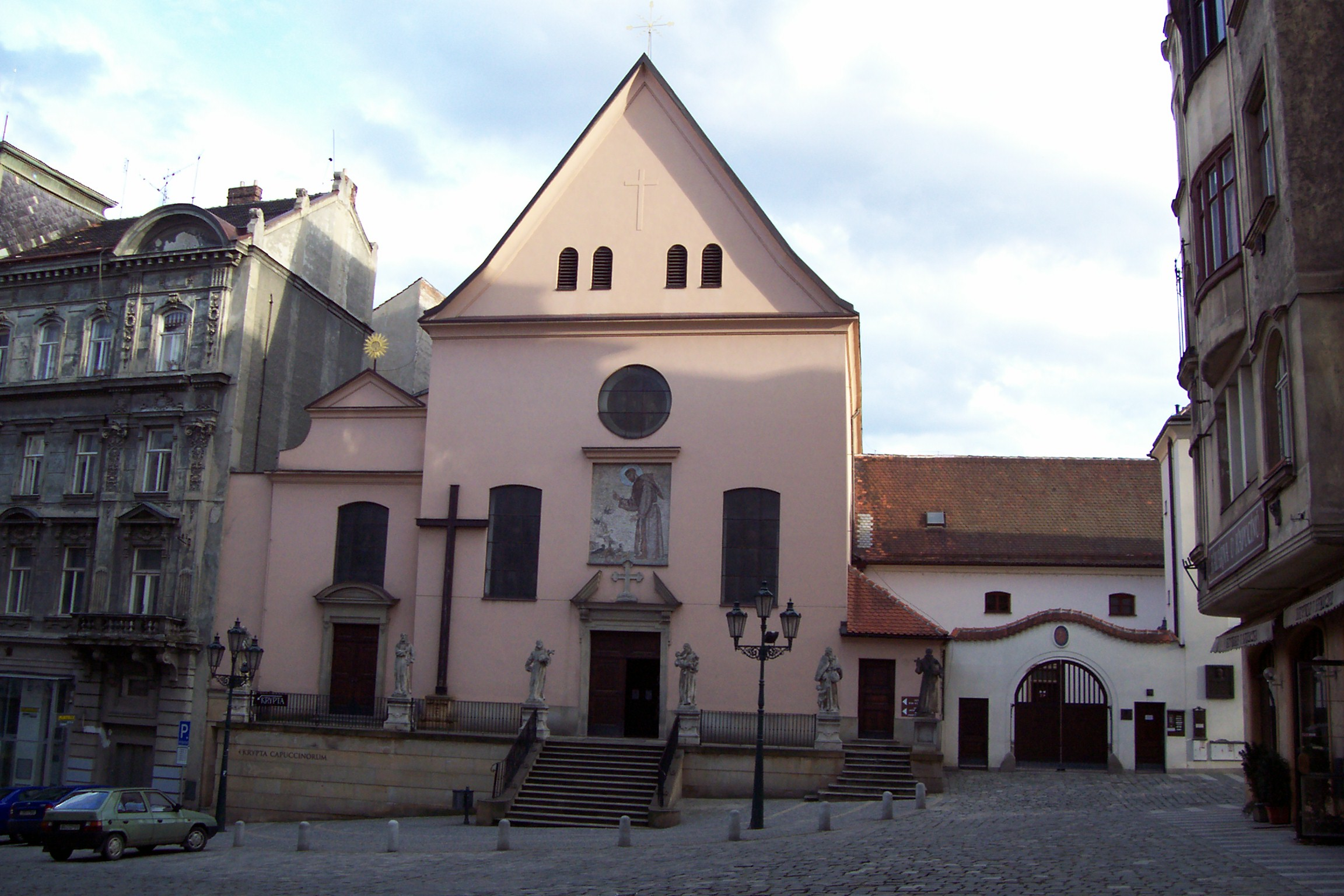
Kostel Nalezení svatého Kříže (Brno)
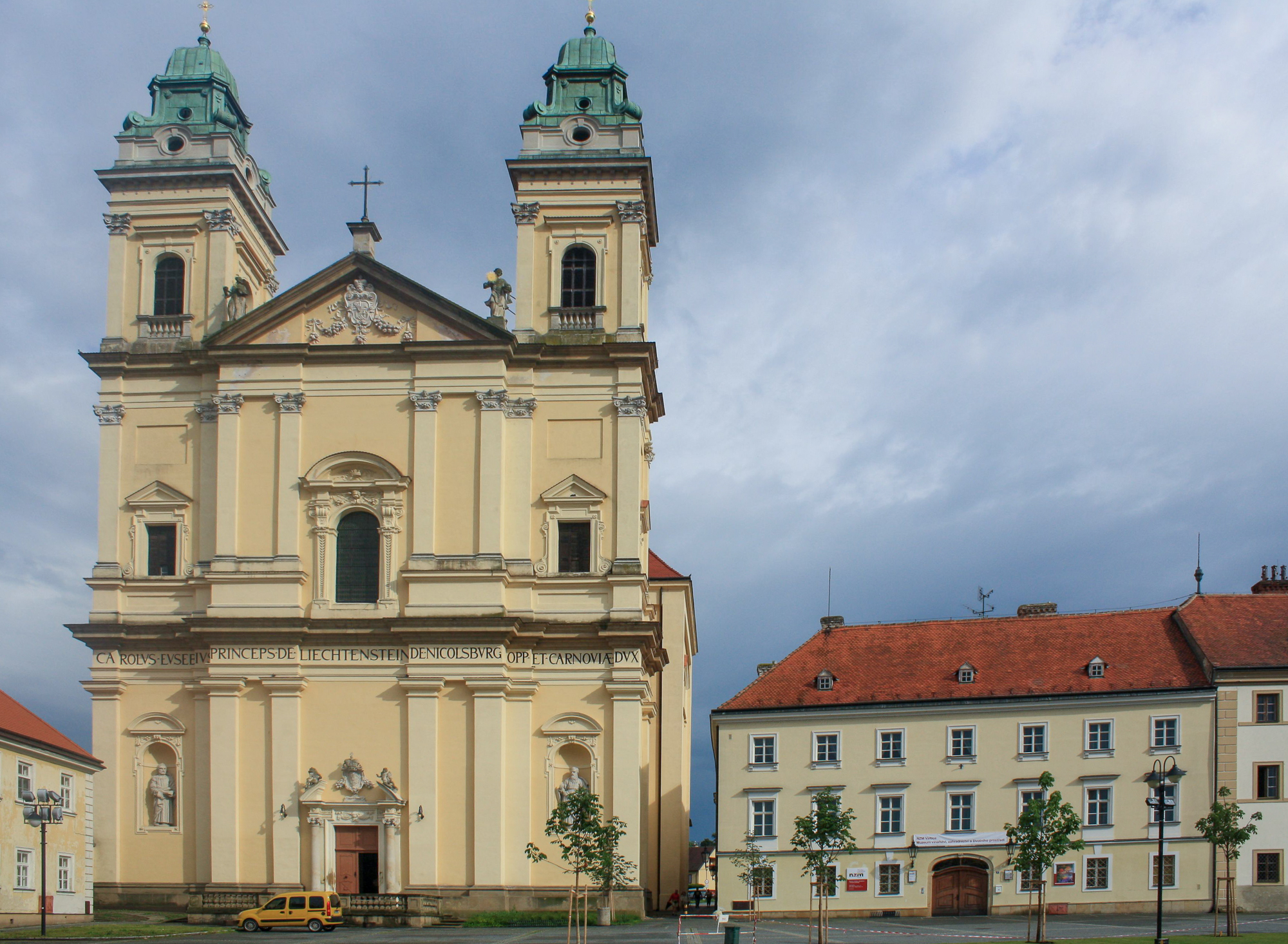
Kostel Nanebevzetí Panny Marie, Valtice
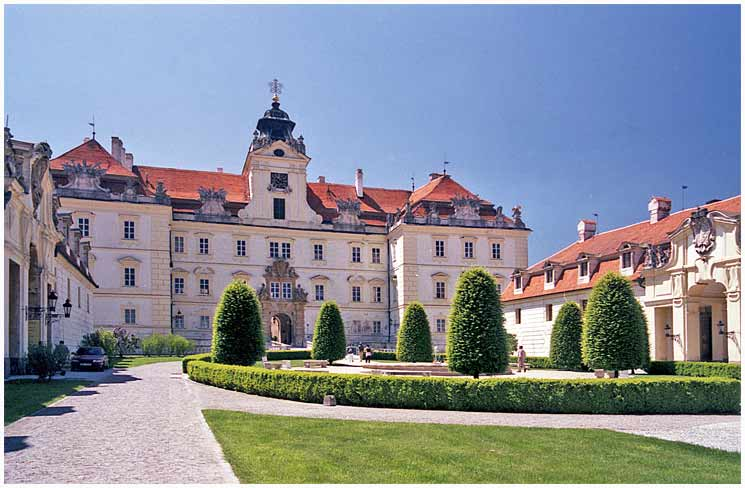
Nádvoří zámku ve Valticích